# غلين تورنر (لاعب هوكي الحقل)
غلين تورنر (بالإنجليزية: Glenn Turner) هو لاعب هوكي الحقل أسترالي، ولد في 5 يناير 1984 في Bowral ‏ في أستراليا.

## وصلات خارجية
- غلين تورنر على موقع الاتحاد الدولي للهوكي (الإنجليزية)
- غلين تورنر على موقع اللجنة الأولمبية الدولية (الإنجليزية)
- غلين تورنر على موقع أوليمبيديا (الإنجليزية)
- غلين تورنر على موقع اللجنة الأولمبية الأسترالية (الإنجليزية)
- غلين تورنر على موقع اتحاد ألعاب الكومنولث (مؤرشف) (الإنجليزية)